# S. C. Johnson & Son

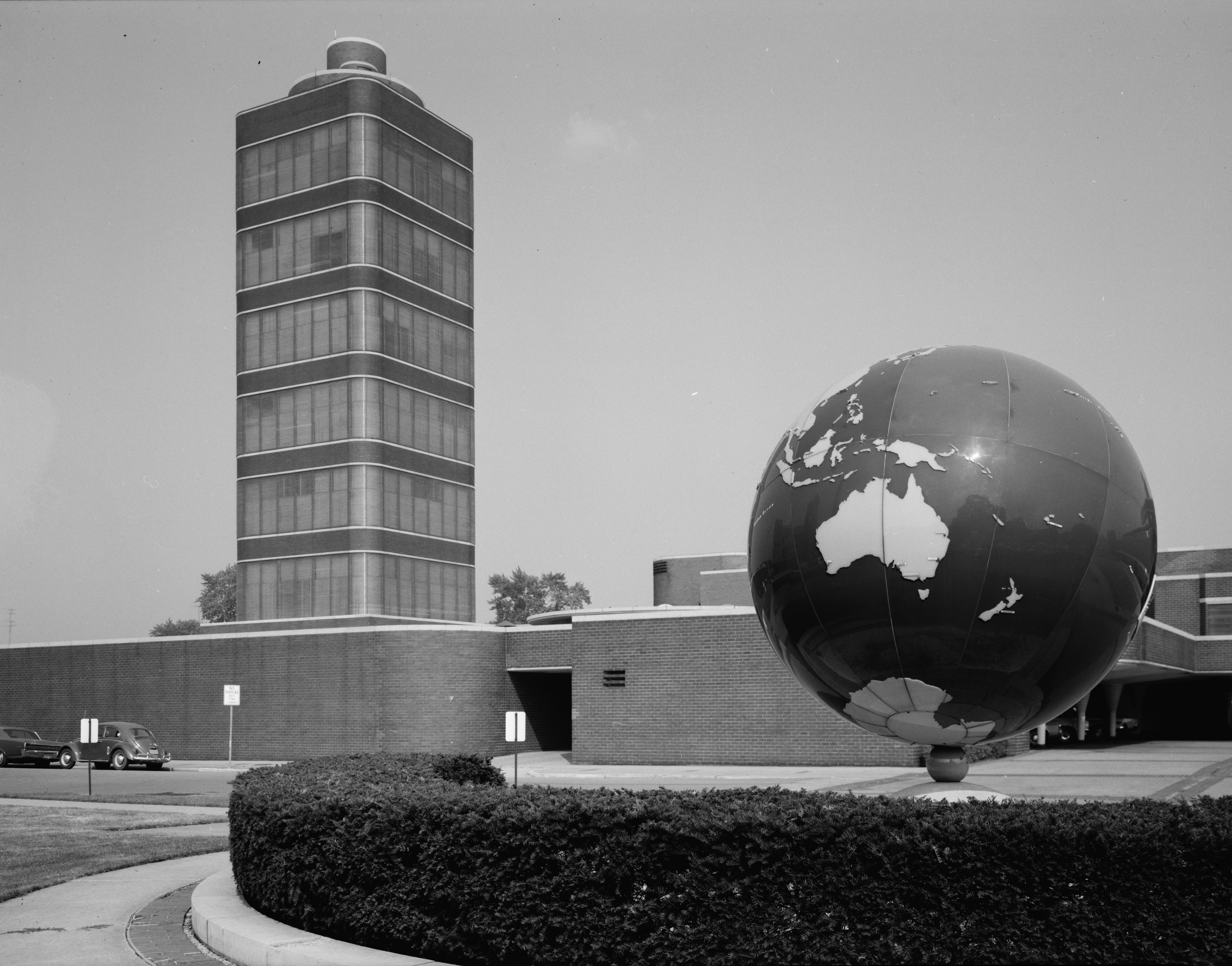
Altes Bild der Johnson Wax Headquarters, dem Hauptsitz des Unternehmens

S. C. Johnson & Son, Inc. ist ein US-amerikanisches Unternehmen für Reinigungs-, Hygiene- und Pflegeprodukte sowie Insektenschutz mit Sitz in Wisconsin, Vereinigte Staaten.

## Geschichte
Das Unternehmen wurde 1886 in Racine, Wisconsin als Johnson's Prepared Paste Wax Company von Samuel Curtis Johnson gegründet, als dieser den Parkettpflegebereich der Racine Hardware Company übernahm, und befindet sich seitdem im Familienbesitz. Gegenwärtig führt Dr. Herbert Fisk Johnson III als Vorstandsvorsitzender das Unternehmen in der fünften Generation.
Die Produkte des Unternehmens werden in über 110 Ländern vertrieben. Weltweit sind 11.000 Personen bei SC Johnson beschäftigt. Der geschätzte Jahresumsatz betrug 2009 8 Milliarden US-Dollar und 2013 rund 11,75 Milliarden US-Dollar. Zu den bekannten Marken gehören Mr Muscle, Glade, Oust, WC-Ente, 00 Null Null, Pronto, Drano, Abflussfrei, Autan, Raid und Stahl-Fix. Zu den internationalen Marken, die nicht in Deutschland erhältlich sind, zählen unter anderem Baygon, F-Killer, Pledge, Shut, Shout, OFF, Scrubbing Bubbles, Saran, Ziploc, Windex, Lysoform und Bayfresh.
In Deutschland firmiert das Unternehmen als SC Johnson GmbH mit Sitz in Erkrath.
Die Firma Melitta hält 65 % der Anteile am Unternehmen Cofresco, einem Joint Venture von SC Johnson und Melitta.
2015 übernahm SC Johnson die britische Deb Group, einen Hersteller für beruflichen Hautschutz und Handhygiene.
Ende 2017 kaufte SC Johnson das belgische Unternehmen Ecover.
2018 übernahm die deutsche Serafin-Unternehmensgruppe den Schuhhersteller Bama von S. C. Johnson & Son.